# Manoba bipunctulata
Manoba bipunctulata är en fjärilsart som beskrevs av Van Eecke 1927. Manoba bipunctulata ingår i släktet Manoba och familjen trågspinnare. Inga underarter finns listade i Catalogue of Life.